# Předehra k Duně: Corrinové
Předehra k Duně: Corrinové (v originále Dune: House Corrino, 2001) je sci-fi román amerických spisovatelů Briana Herberta a Kevina J. Andersona. Tito autoři se rozhodli rozvinout nedokončenou románovou sérii o pouštní planetě Arrakis, nazývané Duna, kterou vytvořil Frank Herbert, otec Briana Herberta. Předehra k Duně: Corrinové je třetí díl trilogie, která dějově předchází prvnímu dílu série Duna (Dune, 1965).
Příběh se odehrává přibližně 15 let před Dunou a zachycuje osudy tří významných rodů Impéria, zapřisáhlých nepřátel Atreidů a Harkonnenů a imperiálního rodu Corrinů.

## Příběh
Příběh přímo navazuje na druhý díl trilogie, Předehra k Duně: Harkonnenové. Opět sledujeme několik dějových linií. Imperátor Shaddam IV. pokračuje ve Velké melanžové válce, jejímž cílem je zničit co nejvíce tajných zásob melanže. Zároveň se snaží dokončit projekt Amál, jímž se Tleilaxané, okupující planetu Iks, pokoušejí vyvinout syntetickou náhražku melanže. Konečně se zdá, že projekt spěje ke zdárnému konci. Aby bylo možné amál-melanž otestovat, Shaddamův přítel, hrabě Fenring propašuje výsledný amál do nádrže gildovního navigátora. Přestože se zpočátku zdá, že je vše v pořádku, navigátor D'murr Pilru se i s maxitrajlerem náhle ztratí ve vesmíru. Zajímavé je, že vycítí, že se k lodi blíží "dávný nepřítel - budoucí nepřítel" – přiotráven amálem nedokáže odlišit minulé vzpomínky od předzvěstných vizí. Na palubě se nachází i Gurney Halleck a Thufir Hawatt, kteří letěli připravit povstání na Iksu. S jejich pomocí se podaří vyměnit amál za čistou melanž a D'murr z posledních sil přivede maxitrajler zpět do známého vesmíru.
Iksané potom konečně vyvolají povstání a s pomocí atreidské armády, vedené Duncanem Idahem porazí Tleilaxany i imperiální sardaukary a vrátí Iks Rhomburovi, poslednímu z rodu Verniů.
Imperátor mezitím netuší, že projekt Amál selhal a Iks je ztracen, protože je oklamán Tleilaxany, a tak se rozhodne zničit Arrakis, jelikož věří, že má na dosah vlastní nevyčerpatelný zdroj melanže. V poslední chvíli však zasáhne Kosmická gilda, a když se ukáže, že projekt Amál fatálně selhal, imperátorovi se sotva podaří odhájit svůj trůn a s ostudou se vrátí na Kaitan.
Na Kaitanu mezitím pobývá benegesseriťanka Jessica, milenka vévody Leta Atreida, která měla pro Bene Gesserit porodit Letovu dceru, avšak místo toho dala život synovi. Jejího syna, malého Paula se pokusí unést zvrácený harkonnenský mentat Piter de Vries, ale je přemožen a zabit benegesseriťankou Gaius Helenou Mohiamovou.
Protože de Vries je produkt tleilaxanských regeneračních nádrží, nechá si baron Vladimir Harkonnen dodat jeho nový klon.

## Česká vydání
Román vyšel v češtině v r. 2002.